# Crematogaster brevispinosa
Crematogaster brevispinosa är en myrart som beskrevs av Mayr 1870. Crematogaster brevispinosa ingår i släktet Crematogaster och familjen myror.

## Underarter
Arten delas in i följande underarter:
- C. b. ampla
- C. b. brevidentata
- C. b. brevispinosa
- C. b. chathamensis
- C. b. crucis
- C. b. malevolens
- C. b. mancocapaci
- C. b. minutior
- C. b. moelleri
- C. b. montana
- C. b. projecta
- C. b. recurvispina
- C. b. rochai
- C. b. russata
- C. b. sampaioi
- C. b. schuppi
- C. b. sericea
- C. b. striatinota
- C. b. subtonsa
- C. b. thalia
- C. b. townsendi
- C. b. tumulifera
- C. b. vicina